# Gestió tèrmica de LEDs d'alta potència

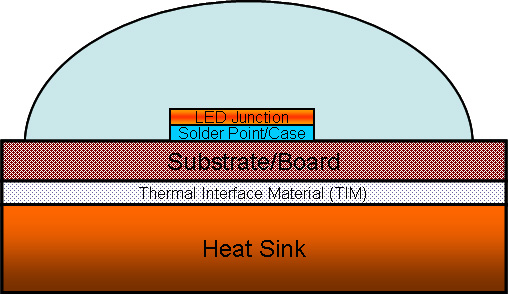
Paquet LED típic que inclou disseny de gestió tèrmica.

Animació tèrmica d'una bombeta LED de mida A19 d'alta potència, creada mitjançant un programari d'anàlisi de dinàmica de fluids computacional (CFD) d'alta resolució, que mostra trajectòries de flux i dissipador de calor LED amb contorn de temperatura.

Els díodes emissors de llum (LED) d'alta potència poden utilitzar 350 miliwatts o més en un únic LED. La major part de l'electricitat d'un LED es converteix en calor en lloc de llum (aproximadament un 70% de calor i un 30% de llum). Si no s'elimina aquesta calor, els LED funcionen a altes temperatures, la qual cosa no només disminueix la seva eficiència, sinó que també fa que el LED sigui menys fiable. Així, la gestió tèrmica dels LED d'alta potència és una àrea crucial de recerca i desenvolupament. Cal limitar les temperatures tant de la unió com de les partícules de fòsfor a un valor que garanteixi la vida útil desitjada del LED.
La gestió tèrmica és un problema universal que té a veure amb la densitat de potència, que es produeix tant a potències més altes com en dispositius més petits. Moltes aplicacions d'il·luminació volen combinar un flux de llum elevat amb un substrat d'emissió de llum extremadament petit, la qual cosa fa que les preocupacions amb la gestió de l'energia LED siguin especialment agudes.

## Procediment de transferència de calor

Animació tèrmica d'un disseny de dissipador de calor de downlight LED PAR 64 industrial d'alta densitat de potència, creat amb un programari d'anàlisi CFD d'alta resolució, que mostra la superfície del dissipador de calor amb contorn de temperatura i trajectòries de flux interior i exterior.

Per mantenir una temperatura d'unió baixa per mantenir un bon rendiment d'un LED, s'ha de tenir en compte tots els mètodes per eliminar la calor dels LED. La conducció, la convecció i la radiació són els tres mitjans de transferència de calor. Normalment, els LED estan encapsulats en una resina transparent a base de poliuretà, que és un mal conductor tèrmic. Gairebé tota la calor produïda passa per la part posterior del xip. La calor es genera a partir de la unió p–n mitjançant l'energia elèctrica que no es va convertir en llum útil, i es condueix a l'ambient exterior a través d'un llarg camí, des d'un punt de soldadura fins a punt de soldadura, punt de soldadura a placa i tauler fins al dissipador de calor i després a l'atmosfera. A les figures es mostren una vista lateral típica de LED i el seu model tèrmic.
La temperatura de la unió serà més baixa si la impedància tèrmica és menor i així mateix, amb una temperatura ambient més baixa. Per maximitzar l'interval de temperatura ambiental útil per a una dissipació de potència determinada, s'ha de minimitzar la resistència tèrmica total des de la unió fins a l'ambient.

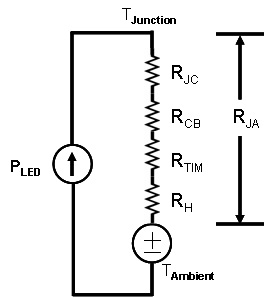
Model tèrmic típic del paquet LED. La dissipació d'energia LED es modela com a font de corrent; la resistència tèrmica es modela com una resistència; i la temperatura ambient es modela com a font de tensió.

Els valors de la resistència tèrmica varien àmpliament en funció del proveïdor de material o component. Per exemple, RJC oscil·larà entre 2,6 °C/W fins a 18 °C/W, segons el fabricant del LED. La resistència tèrmica del material d'interfície tèrmica (TIM) també variarà en funció del tipus de material seleccionat. Els TIM comuns són epoxi, greix tèrmic, adhesiu sensible a la pressió i soldadura. Els LED d'alimentació sovint es munten a plaques de circuits impresos de nucli metàl·lic (MCPCB), que es connectaran a un dissipador de calor. La calor conduïda a través del MCPCB i el dissipador de calor es dissipa per convecció i radiació. En el disseny del paquet, la planitud de la superfície i la qualitat de cada component, la pressió de muntatge aplicada, l'àrea de contacte, el tipus de material d'interfície i el seu gruix són paràmetres importants per al disseny de la resistència tèrmica.

## Dissenys tèrmics passius
Algunes consideracions per als dissenys tèrmics passius per garantir una bona gestió tèrmica per al funcionament de LED d'alta potència inclouen:

### Adhesiu
L'adhesiu és una capa d'interfície conductora tèrmica, que s'utilitza habitualment per unir LED i tauler, i tauler i dissipadors de calor i optimitza encara més el rendiment tèrmic. L'adhesiu comercial actual està limitat per una conductivitat tèrmica relativament baixa ~1 W/(mK).

### Dissipador de calor
Els dissipadors de calor proporcionen un camí per a la calor des de la font LED fins al medi exterior. Els dissipadors de calor poden dissipar energia de tres maneres: conducció (transferència de calor d'un sòlid a un altre), convecció (transferència de calor d'un sòlid a un fluid en moviment, que per a la majoria d'aplicacions LED serà aire) o radiació (transferència de calor de dos cossos). de diferents temperatures superficials a través de la radiació tèrmica).

### Tubs de calor i cambres de vapor

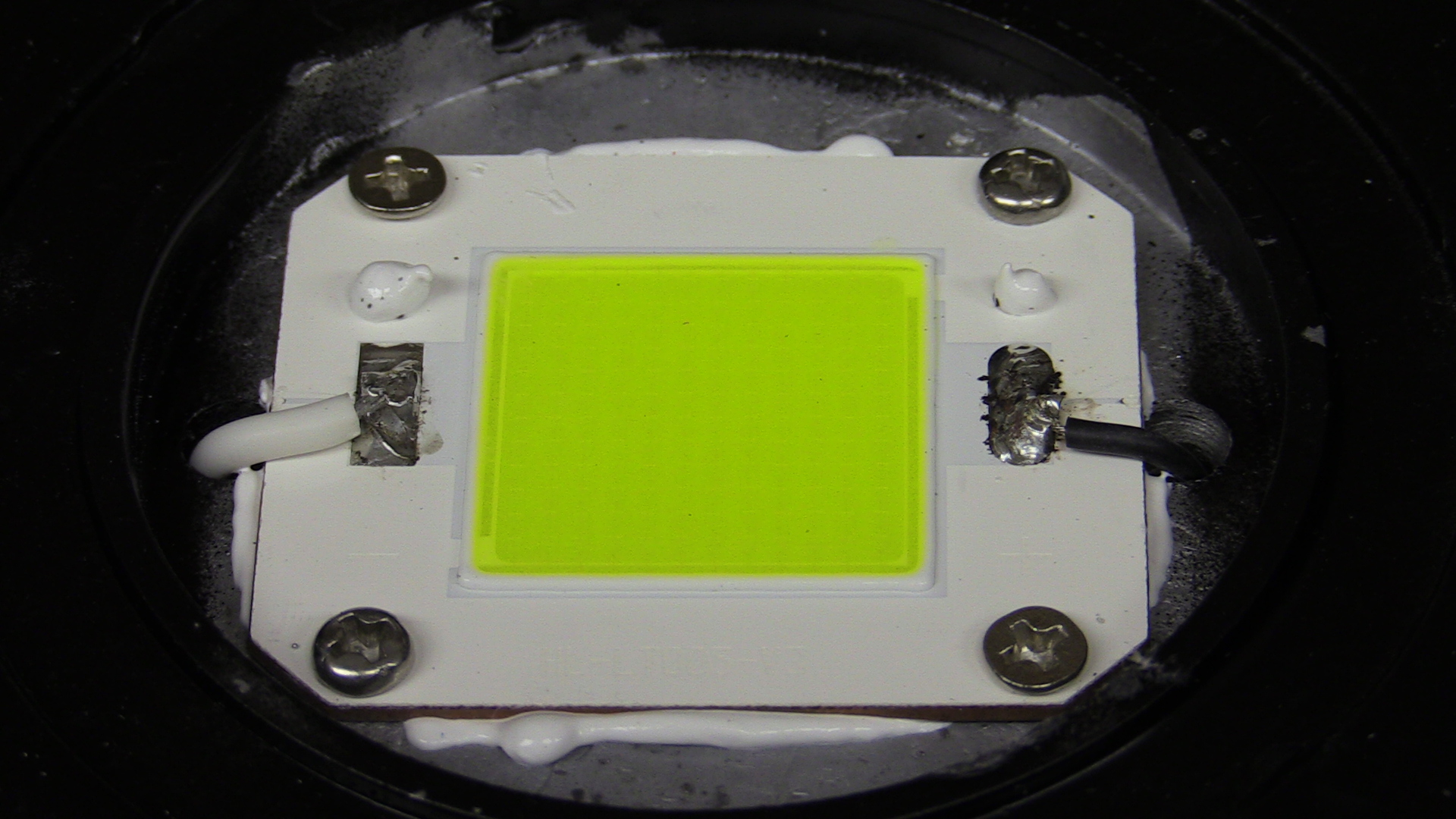
Un mòdul LED COB Chip-On-Board de 80 W d'una lluminària industrial, unit tèrmicament al dissipador de calor.

Els tubs de calor i les cambres de vapor són passius i tenen conductivitats tèrmiques efectives que oscil·len entre 10.000 i 100.000 W/m K. Poden proporcionar els següents avantatges en la gestió tèrmica LED:

### PCB (placa de circuit imprès)
- MCPCB - MCPCB (Metal Core PCB) són aquelles plaques que incorporen un material de metall base com a dispersor de calor com a part integral de la placa de circuit. El nucli metàl·lic sol estar format per un aliatge d'alumini. A més, MCPCB pot aprofitar la incorporació d'una capa de polímer dielèctric amb alta conductivitat tèrmica per a una menor resistència tèrmica.
- Separació : la separació dels circuits de la unitat LED de la placa LED evita que la calor generada pel controlador augmenti la temperatura de la unió LED.

## Dissenys tèrmics actius
Alguns treballs sobre l'ús de dissenys tèrmics actius per realitzar una bona gestió tèrmica per al funcionament de LED d'alta potència inclouen:

### Dispositiu termoelèctric (TE)
Els dispositius termoelèctrics són un candidat prometedor per a la gestió tèrmica de LED d'alta potència a causa de la petita mida i la resposta ràpida. Un dispositiu TE fet per dues plaques ceràmiques es pot integrar en un LED d'alta potència i ajustar la temperatura del LED mitjançant la conducció de calor i l'aïllament del corrent elèctric.

### Sistema de refrigeració líquida
Els sistemes de refrigeració que utilitzen líquids com ara metalls líquids, aigua i corrent també gestionen activament la temperatura dels LED d'alta potència. Els sistemes de refrigeració líquida estan formats per una bomba motriu, una placa freda i un radiador refrigerat per ventilador.